# Ben Stiller

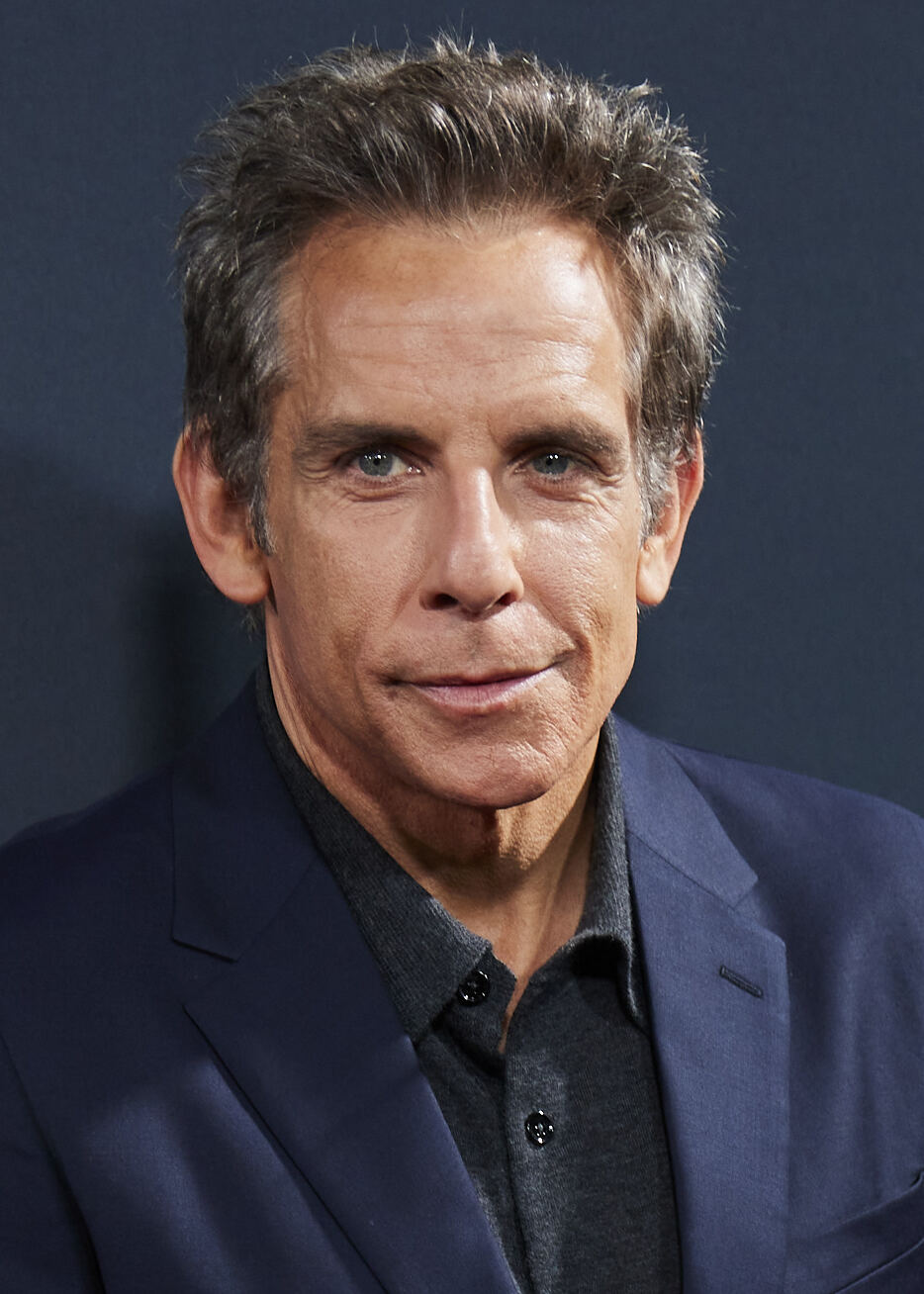
Ben Stiller (2024)

Benjamin „Ben“ Edward Stiller (* 30. November 1965 in New York City) ist ein US-amerikanischer Schauspieler, Comedian, Drehbuchautor, Filmregisseur und Filmproduzent.

## Leben und Karriere
Stiller wuchs als Sohn der Schauspieler Jerry Stiller und Anne Meara in New York City auf. Er hat jüdische Wurzeln; sein Großvater William Stiller war der Sohn jüdischer Immigranten aus Österreich, seine Großmutter Bella Citrin die Tochter russisch-jüdischer Einwanderer. Außerdem konvertierte seine Mutter Anne Meara vor seiner Geburt zum Judentum. Schon früh war klar, dass er und seine Schwester Amy Stiller beruflich in die Fußstapfen der Eltern treten würden. Seine Eltern hatten häufig Cameoauftritte in seinen Filmen.
Nach zahlreichen Kurzfilmen, die Stiller mit der Super-8-Kamera seines Vaters drehte, hatte er im Alter von zehn Jahren einen Auftritt in der Fernsehserie Kate McShane. Später brach er sein Studium ab und drehte eine Parodie auf den Film Die Farbe des Geldes, in der er die Rolle von Tom Cruise übernahm. Im Jahr 1987 wurde der Film von Saturday Night Live ausgestrahlt, was Stiller nationale Bekanntheit und eine Rolle in der Steven-Spielberg-Produktion Das Reich der Sonne einbrachte. Ende der 1980er Jahre war er regelmäßig in Saturday Night Live zu sehen, vor allem in der Rolle des „Tom Crooze“. Von MTV bekam er 1990 seine eigene Fernsehshow, die ab 1991 von FOX ausgestrahlt wurde. Nach drei Staffeln wurde die Sendung jedoch abgesetzt – trotz eines Emmy Awards, den Stiller dafür bekommen hatte.
Im Jahr 1994 führte er Regie bei der Tragikomödie Reality Bites, in der er neben Winona Ryder und Ethan Hawke auch in einer Nebenrolle zu sehen ist. Doch der Film über die Generation X war ein Flop. Seine nächste Regiearbeit, Cable Guy – Die Nervensäge mit Jim Carrey (1996), erhielt von Publikum und Medien gemischte Kritiken. In Flirting with Disaster – Ein Unheil kommt selten allein (Regie: David O. Russell) von 1996 entwickelte Ben Stiller die Rolle des sympathischen Durchschnittstypen, der von einer Katastrophe in die nächste schlittert. Diesen Charakter perfektionierte er in seinen folgenden Filmen.
Seinen Durchbruch schaffte Stiller 1998 mit Verrückt nach Mary. Im Jahr 2000 hatte er einen weiteren großen Erfolg mit der Komödie Meine Braut, ihr Vater und ich, in der er neben Robert De Niro zu sehen ist. 2004 erschien mit Meine Frau, ihre Schwiegereltern und ich eine Fortsetzung des Filmes, in dem neben der alten Besetzung auch Barbra Streisand und Dustin Hoffman zu sehen sind. Eine weitere Fortsetzung erschien 2010 unter dem Titel Meine Frau, unsere Kinder und ich, in der auch seine Schwester Amy Stiller mitspielt.
Sein deutscher Synchronsprecher ist seit 1998 Oliver Rohrbeck.
Im Jahr 2008 zählte Stiller laut dem US-amerikanischen Forbes Magazine zu den am besten verdienenden männlichen Schauspielern in Hollywood. Zwischen Juni 2007 und Juni 2008 erhielt er Gagen in Höhe von 40 Millionen US-Dollar und rangierte auf dem siebten Platz der Top-Verdiener in Hollywood.

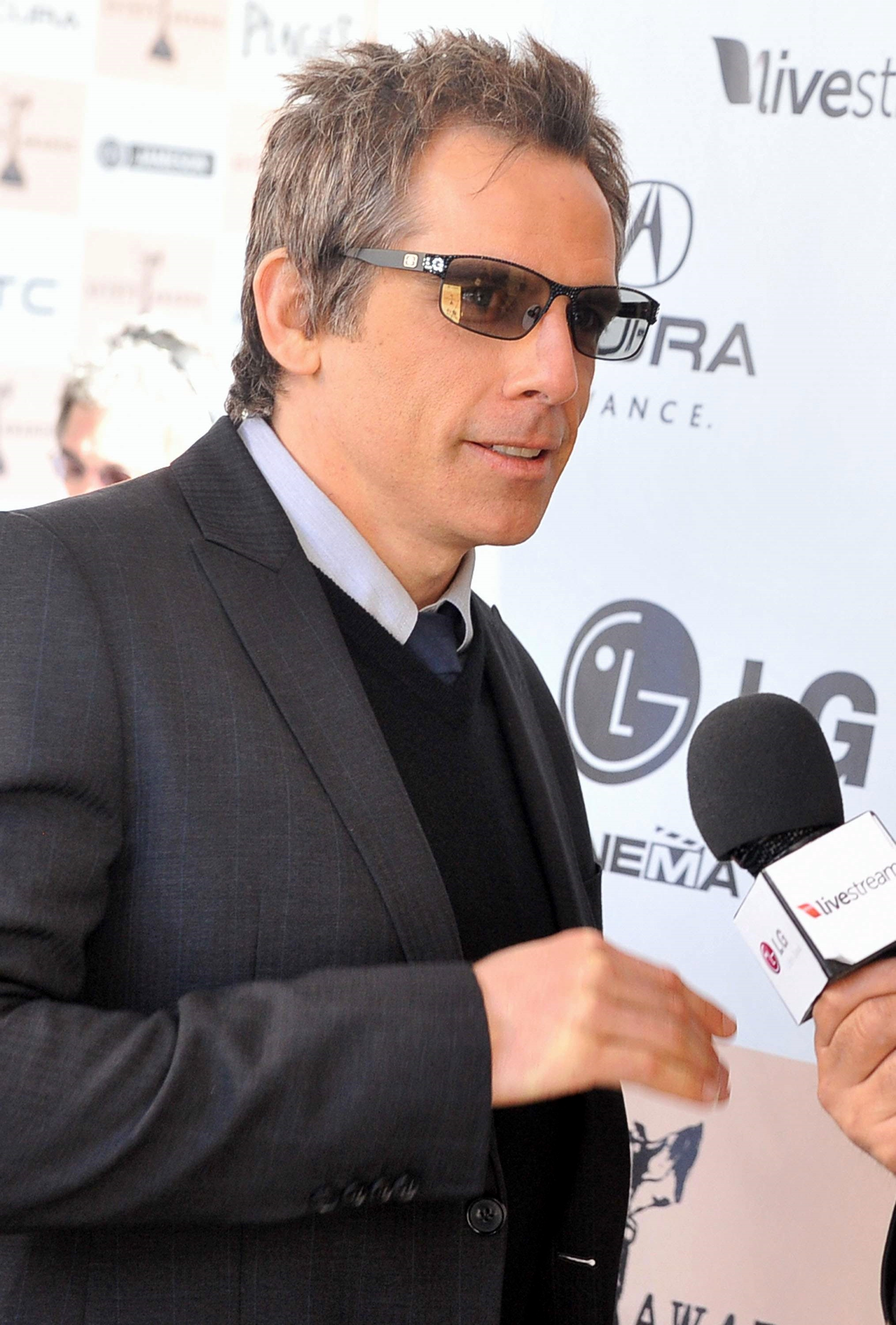
Ben Stiller (2010)

2018 und 2019 kehrte er für mehrere Sketche zu Saturday Night Live zurück, um Donald Trumps Anwalt Michael Cohen zu porträtieren.
2022 erschien die erste Staffel der Serie Severance auf Apple TV+, die von Stillers Produktionsfirma Red Hour Productions produziert wird, und bei der er bei vielen Folgen selbst Regie führte. Die erste Staffel wurde von Kritikern und Publikum sehr positiv aufgenommen. Im Januar 2025 erschien die zweite Staffel.
Stiller ist seit dem 13. Mai 2000 mit seiner Schauspielkollegin Christine Taylor verheiratet. Die beiden haben eine Tochter (* 2002) und einen Sohn (* 2005). Am 26. Mai 2017 gab das Paar seine Trennung bekannt. 2022 veröffentlichte Stiller, seit Frühjahr 2020 wieder mit Taylor liiert zu sein.

## Humanitäres Engagement
Seit 2018 ist Ben Stiller Sonderbotschafter des UN-Flüchtlingskommissariats. In dieser Eigenschaft besuchte er am 20. Juni 2022 die Ukraine und traf in der Hauptstadt Kyjiw den Präsidenten Selenskyj. Im September 2022 wurde Stiller von der russischen Regierung mit einem Einreiseverbot belegt.

## Trivia
Gemeinsam mit seinem Freund Owen Wilson stand Stiller zwölfmal vor der Kamera. Die beiden Schauspieler gehören zum Frat Pack, einer Gruppe von Hollywood-Schauspielern.
Stiller ist Fan der schottischen Band Travis und spielte in deren Musikvideo Closer mit. Er spielte eine Hauptrolle im Musikvideo zu Taylor (2004) von Jack Johnson und hatte Cameoauftritte in Musikvideos verschiedener Künstler, z. B. im Video Tribute der Band Tenacious D, Bad Boy for Life von P. Diddy, mit Stephen Dorff im Musikvideo zu Rollin’ der US-Band Limp Bizkit oder All Star von Smash Mouth.
Im Jahr 2010 unterstützte Stiller gemeinsam mit Jennifer Aniston, Courteney Cox, Woody Harrelson und anderen Hollywood-Stars die Kampagne The Cove PS: My Friend is… zum Schutz von Delfinen.
In der Folge Shrink Wrap der Serie King of Queens ist Ben Stiller in einer Rückblende als Vater von Jerry Stiller zu sehen, welcher im wahren Leben sein Vater war.

## Filmografie (Auswahl)

### Als Schauspieler
- 1986: Kate & Allie (Fernsehserie, Folge Too Late the Rebel)
- 1987: Shoeshine (Kurzfilm)
- 1987: The Hustler of Money (Kurzfilm)
- 1987: Danny, immer fünf Minuten zu spät (Hot Pursuit)
- 1987: American Playhouse (Fernsehserie, Folge The House of Blue Leaves)
- 1987: Das Reich der Sonne (Empire of the Sun)
- 1987: Miami Vice (Fernsehserie, Folge Amen… Send Money)
- 1988: Zärtliche Liebe (Fresh Horses)
- 1989: Elvis Stories (Kurzfilm)
- 1989: That’s Adequate
- 1989: Ruf nach Vergeltung (Next of Kin)
- 1990: Stella
- 1990: Geld stinkt nicht (Working Tra$h)
- 1991: Highway zur Hölle (Highway to Hell)
- 1992: Die total beknackte Nuß (The Nutty Nut)
- 1993: Zwei dumme Hunde (2 Stupid Dogs, Fernsehserie, Stimme)
- 1993: Frasier (Fernsehserie, Folge Miracle on Third or Fourth Street, Stimme von Barry)
- 1994: Reality Bites – Voll das Leben (Reality Bites)
- 1995: Pfundskerle (Heavy Weights)
- 1995: Duckman (Duckman: Private Dick/Family Man, Fernsehserie, Folge Clip Job, Stimme von Harry Medfly)
- 1996: Wenn Lucy springt (If Lucy Fell)
- 1996: Flirting with Disaster – Ein Unheil kommt selten allein (Flirting with Disaster)
- 1996: Cable Guy – Die Nervensäge (Cable Guy)
- 1996: Happy Gilmore
- 1996: Derek Zoolander: Male Model (Kurzfilm)
- 1996: Mr. Show with Bob and David (Fernsehserie, Folge If You’re Going to Write a Comedy Scene, You’re Going to Have Some Rat Feces in There)
- 1996: NewsRadio (Fernsehserie, Folge The Trainer)
- 1997: Die Larry Sanders Show (The Larry Sanders Show, Fernsehserie, Folge Make a Wish)
- 1997: Viva Variety (Fernsehserie, eine Folge)
- 1997: Friends (Fernsehserie, Folge The One with the Screamer)
- 1997: Derek Zoolander University (Kurzfilm)
- 1998: Backstreet Boyz (Kurzfilm)
- 1998: Behind the Zipper with Magda (Kurzfilm)
- 1998: Verrückt nach Mary (There’s Something About Mary)
- 1998: Dr. Katz, Professional Therapist (Fernsehserie, Folge Ticket)
- 1998: Zero Effect
- 1998: Your Friends & Neighbors
- 1998: Permanent Midnight – Voll auf Droge (Permanent Midnight)
- 1999: Heat Vision and Jack (Kurzfilm)
- 1999: The Suburbans – The Beat Goes On! (The Suburbans)
- 1999: Mystery Men
- 1999: Black and White
- 1999: Hooves of Fire (Kurzfilm, Stimme von Robbie the Reindeer)
- 2000: Mission: Improbable (Kurzfilm)
- 2000: King of B-Movies (The Independent)
- 2000: Glauben ist alles! (Keeping the Faith)
- 2000: Voll daneben, voll im Leben (Freaks and Geeks, Fernsehserie, Folge The Little Things)
- 2000: Meine Braut, ihr Vater und ich (Meet the Parents)
- 2001: Zoolander
- 2001: Die Royal Tenenbaums (The Royal Tenenbaums)
- 2002: Liberty’s Kids (Fernsehserie, Folge Conflict in the South)
- 2002: Die Simpsons (The Simpsons, Fernsehserie, Folge Sweets and Sour Marge, Stimme von Garth Motherloving)
- 2002: King of Queens (The King of Queens, Fernsehserie, Folge Shrink Wrap)
- 2002: American Campus – Reif für die Uni? (Undeclared, Fernsehserie, Folge Eric’s POV)
- 2002: Legs to Stand On (Kurzfilm)
- 2002: Prehistoric Planet (Fernsehserie, Erzähler)
- 2002: Robbie das Rentier in Die Legende des vergessenen Stammes (Legend of the Lost Tribe, Kurzfilm, Stimme von Robbie the Reindeer)
- 2002: Nix wie raus aus Orange County (Orange County)
- 2003: Pauly Shore is Dead
- 2003: Der Appartement Schreck (Duplex)
- 2003: Nobody Knows Anything!
- 2004: … und dann kam Polly (Along came Polly)
- 2004: King of the Hill (Fernsehserie, Folge 8x10 That’s What She Said, Stimme von Rich)
- 2004: Starsky & Hutch
- 2004: What’s the Name of That Song?
- 2004: Neid (Envy)
- 2004: Voll auf die Nüsse (Dodgeball: A True Underdog Story)
- 2004: Anchorman – Die Legende von Ron Burgundy (Anchorman: The Legend of Ron Burgundy)
- 2004: Meine Frau, ihre Schwiegereltern und ich (Meet the Fockers)
- 2004–2007: Lass es, Larry! (Curb Your Enthusiasm, Fernsehserie, vier Folgen)
- 2005: Extras (Fernsehserie, Folge Ben Stiller)
- 2005: Sledge: The Untold Story
- 2005: Madagascar (Stimme für Alex)
- 2005–2018: Arrested Development (Fernsehserie, sieben Folgen)
- 2006: Danny Roane: First Time Director
- 2006: Night of Too Many Stars: An Overbooked Event for Autism Education (Fernsehfilm)
- 2006: Kings of Rock – Tenacious D (Tenacious D in The Pick of Destiny)
- 2006: Nachts im Museum (Night at the Museum)
- 2006: Der Date Profi (School for Scoundrels)
- 2007: Family Guy (Fernsehserie, Folge No Meals on Wheels, Stimme)
- 2007: Nach 7 Tagen – Ausgeflittert (The Heartbreak Kid)
- 2007: Elmo’s Christmas Countdown (Fernsehfilm, Stimme von Stiller the Elf)
- 2008: Tropic Thunder
- 2008: Tropic Thunder: Rain of Madness (Kurzfilm)
- 2008: Madagascar 2 (Madagascar: Escape 2 Africa, Stimme von Alex)
- 2009: The Marc Pease Experience
- 2009: Nachts im Museum 2 (Night at the Museum: Battle of the Smithsonian)
- 2009: Fröhliches Madagascar (Merry Madagascar, Kurzfilm, Stimme von Alex)
- 2010: The Rooneys (Fernsehfilm)
- 2010: Greenberg
- 2010: Phineas und Ferb (Phineas and Ferb, Fernsehserie, Folge The Beak, Stimme von Khaka Peü Peü)
- 2010: Submarine (Cameo)
- 2010: Megamind (Stimme von Bernard)
- 2010: The Trip (Fernsehserie, Folge L’Enclume)
- 2010: Meine Frau, unsere Kinder und ich (Little Fockers)
- 2011: Funny or Die Presents… (Fernsehserie, eine Folge)
- 2011: Aushilfsgangster (Tower Heist)
- 2012: Eagleheart (Fernsehserie, Folge Silly Sammy)
- 2012: Madagascar 3: Flucht durch Europa (Madagascar 3: Europe’s Most Wanted, Stimme von Alex)
- 2012: The Watch – Nachbarn der 3. Art (The Watch)
- 2013: Das erstaunliche Leben des Walter Mitty (The Secret Life of Walter Mitty)
- 2014: Gefühlt Mitte Zwanzig (While We’re Young)
- 2014: Nachts im Museum: Das geheimnisvolle Grabmal (Night at the Museum: Secret of the Tomb)
- 2016: Zoolander 2
- 2016: Bühne des Lebens (Don’t Think Twice)
- 2017: The Meyerowitz Stories (New and Selected)
- 2017: Im Zweifel glücklich (Brad’s Status)
- 2020: Hubie Halloween
- 2021: Locked Down
- 2024: Dear Santa – Teuflische Weihnachten (Dear Santa)
- 2025: Happy Gilmore 2

### Als Regisseur
- 1989: Elvis Stories
- 1994: Reality Bites – Voll das Leben (Reality Bites)
- 1996: Cable Guy – Die Nervensäge (Cable Guy)
- 1999: Heat Vision And Jack
- 2001: Zoolander
- 2007: Untitled Christine Taylor Project
- 2008: Tropic Thunder
- 2013: Das erstaunliche Leben des Walter Mitty (The Secret Life of Walter Mitty)
- 2016: Zoolander 2
- 2018: Escape at Dannemora (auch Produzent)
- seit 2022: Severance (Fernsehserie)

### Als Produzent
- 2001: Zoolander
- 2003: Der Appartement Schreck (Duplex)
- 2004: Voll auf die Nüsse (Dodgeball: A True Underdog Story)
- 2007: Die Eisprinzen (Blades of Glory)
- 2008: Tropic Thunder
- 2009: The Boys: The Sherman Brothers’ Story
- 2010: Stiller & Meara
- 2011: 30 Minuten oder weniger (30 Minutes or Less)
- 2016: Zoolander 2
- 2016: Why Him?
- 2018: Alex Strangelove
- 2018: The Package
- 2020: Dinner in America
- 2020: Psychedelische Abenteuer: Have a Good Trip! (Have a Good Trip: Adventures in Psychedelics)

### Als Drehbuchautor
- 1987: The Hustler of Money
- 1987: Saturday Night Live (sieben Folgen)
- 1989: Elvis Stories
- 1992–1993: The Ben Stiller Show (Fernsehserie)
- 2001: Zoolander
- 2008: Tropic Thunder
- 2016: Zoolander 2

## Auszeichnungen
- 1993: Individuelle Leistung in einer Variaté oder Musiksendung, Emmy, für The Ben Stiller Show
- 1999: Bester Kampf, MTV Movie Awards, für Verrückt nach Mary
- 2000: Television – Comedy, San Francisco International Filmfestival
- 2000: Lustigster Schauspieler in einem Kinofilm, American Comedy Awards, für Meine Braut, ihr Vater und ich
- 2001: Bester Komiker, MTV Movie Awards, für Meine Braut, ihr Vater und ich
- 2002: Film – Choice Hissy Fit, Teen Choice Award, für Zoolander
- 2005: Bester Bösewicht, MTV Movie Awards, für Voll auf die Nüsse
- 2007: Mann des Jahres, Hasty Pudding Theatricals
- 2007: Wannabe Award, Nickelodeon Kids’ Choice Awards
- 2008: Comedy des Jahres, Hollywood Film Awards, für Tropic Thunder
- 2009: MTV Generation Award, MTV Movie Awards
- 2015: Favorite Movie Actor, Nickelodeon Kids’ Choice Awards